# تپه قیز یلی قیه
تپه قیز یلی قیه مربوط به هزاره اول قبل از میلاد است و در شهرستان مشگین‌شهر، روستای گیلر محمدحسین واقع شده و این اثر در تاریخ ۷ مهر ۱۳۸۱ با شمارهٔ ثبت ۶۲۴۱ به‌عنوان یکی از آثار ملی ایران به ثبت رسیده است.